# Чемпіонат УРСР з легкої атлетики в приміщенні 1975
Чемпіонат УРСР з легкої атлетики в приміщенні 1975 серед дорослих був проведений 1-2 лютого у Донецьку в легкоатлетичному манежі Донецького політехнічного інституту.

## Призери

### Чоловіки
| Дисципліни            | Золото                            | Золото  | Срібло                              | Срібло | Бронза                         | Бронза |
| --------------------- | --------------------------------- | ------- | ----------------------------------- | ------ | ------------------------------ | ------ |
| 60 метрів             | В. Рябенко Донецька обл.          | 6,7h    | В. Кайдаш Ворошиловградська обл.    | 6,8    | Валентин Цехович Київ          | 6,8    |
| 400 метрів            | Володимир Нагайник Донецька обл.  | 49,7h   | Євген Баралей Дніпропетровська обл. | 49,8   | Валерій Машковський Київ       | 49,8   |
| 800 метрів            | Євген Волков Київ                 | 1.51,3h | Микола Зануда Київ                  | 1.51,5 | Анатолій Печериця Севастополь  | 1.52,0 |
| 1500 метрів           | Анатолій Недибалюк Вінницька обл. | 3.51,3h | Юрій Корченков Полтавська обл.      | 3.51,9 | С. Чурилін ???                 | 3.54,5 |
| 3000 метрів           |                                   |         |                                     |        |                                |        |
| 60 метрів з бар'єрами | В'ячеслав Найденко Київ           | 7,8h    | Євген Мазепа Одеська обл.           | 7,9    | Микола Авілов Одеська обл.     | 7,9    |
| Стрибки у висоту      | Володимир Кіба Київ               | 2,15    | Марк Желнов Дніпропетровська обл.   | 2,12   | О. Журба Київ                  | 2,12   |
| Стрибки з жердиною    | Юрій Прохоренко Київ              | 5,30    | Геннадій Гусєв Львівська обл.       | 5,30   | Олександр Федоров Одеська обл. | 5,00   |
| Стрибки у довжину     | Валерій Михайлов Запорізька обл.  | 7,72    | О. Яцук Донецька обл.               | 7,36   | Анатолій Ільїн Київська обл.   | 7,32   |
| Потрійний стрибок     |                                   |         |                                     |        |                                |        |
| Штовхання ядра        | Олександр Носенко Київ            | 18,23   | Анатолій Аронов Полтавська обл.     | 17,85  | Леонід Смєлаш Київ             | 17,11  |

### Жінки
| Дисципліни            | Золото                           | Золото      | Срібло                           | Срібло | Бронза                              | Бронза |
| --------------------- | -------------------------------- | ----------- | -------------------------------- | ------ | ----------------------------------- | ------ |
| 60 метрів             | Ірина Кудрявцева Харківська обл. | 7,4h        | С. Кайдаш ???                    | 7,5    | Надія Коваленко Черкаська обл.      | 7,5    |
| 400 метрів            | Людмила Аксьонова Київ           | 54,8h       | Ніна Зюськова Донецька обл.      | 56,8   | Надія Забожко Черкаська обл.        | 57,8   |
| 800 метрів            | Тамара Пангелова Київ            | 2.08,5h NIB | Тетяна Єлізарова Харківська обл. | 2.10,8 | Л. Сорока Київ                      | 2.12,3 |
| 1500 метрів           |                                  |             |                                  |        |                                     |        |
| 60 метрів з бар'єрами | Людмила Шурхал Запорізька обл.   | 8,4h        | Олена Колесник Житомирська обл.  | 8,4    | Ірина Карнаєва Запорізька обл.      | 8,5    |
| Стрибки у висоту      | Тамара Галка Одеська обл.        | 1,81        | Надія Осколок Київ               | 1,78   | Ніна Сербіна Житомирська обл.       | 1,78   |
| Стрибки у довжину     | Валентина Московченко Київ       | 5,94        | Л. Мосягіна Донецька обл.        | 5,80   | Ірина Поленко Дніпропетровська обл. | 5,72   |
| Штовхання ядра        | Наталія Носенко Київ             | 17,93 NIB   | Нуну Абашидзе Одеська обл.       | 16,97  | Ганна Ваніна Донецька обл.          | 16,48  |